# تنلی‌گلیپتین
تنلی‌گلیپتین (انگلیسی: Teneligliptin) یک داروی دارویی برای درمان دیابت نوع ۲ است. این دارو متعلق به دسته داروهای ضد دیابت است که به عنوان مهارکننده‌های دی پپتیدیل پپتیداز-۴ یا «گلیپتین» شناخته می‌شوند.